# Profession détective
Profession détective est un jeu vidéo de rôle, développé et édité par Ubisoft, sorti en 1987 sur Amstrad CPC. Il sera adapté et publié en 1988 sur PC. Le jeu est conçu par Christophe Pékar.

## Scénario
Le joueur incarne un détective privé du nom de Stuart Gribble qui enquête sur la disparition d'un enfant riche.

## Système de jeu
Disponible uniquement sur Amstrad CPC 6128 ce jeu d'aventure utilise l'intégralité du contenu de deux disquettes 3 pouces. L'interaction s'effectue par une gestion par menus déroulants rapides développés en Assembleur et inspirés de ceux présents sur l'Atari ST. Le jeu sera ensuite adapté sur PC une année après sa sortie initiale.